# Friedrich Lüthi
Friedrich Lüthi (19 de desembre de 1850 – Ginebra, 16 de març de 1913) va ser un tirador suís. El 1900 va prendre part en els Jocs Olímpics de París, on guanyà una medalla d'or en la prova de pistola militar per equips, mentre en la prova Individual fou setè.